# Halowe Mistrzostwa Świata w Lekkoatletyce 1993 – bieg na 60 m przez płotki kobiet
Bieg na 60 m przez płotki kobiet – jedna z konkurencji rozgrywanych podczas halowych mistrzostw świata w lekkoatletyce w 1993. Eliminacje, półfinały oraz finał odbyły się 14 marca.
Do eliminacji zgłoszonych zostało 28 zawodniczek z 19 państw.
Zawody w tej konkurencji wygrała reprezentantka Szwajcarii Julie Baumann. Drugą pozycję zajęła zawodniczka ze Stanów Zjednoczonych LaVonna Martin, trzecią zaś reprezentująca Francję Patricia Girard.

## Wyniki

### Eliminacje
Źródło: 
Bieg 1
| Miejsce | Zawodniczka           | Państwo           | Wynik | Uwagi |
| ------- | --------------------- | ----------------- | ----- | ----- |
| 1.      | LaVonna Martin        | Stany Zjednoczone | 8,13  |       |
| 2.      | María José Mardomingo | Hiszpania         | 8,31  |       |
| 3.      | Clova Court           | Wielka Brytania   | 8,33  |       |
| 4.      | Liliana Năstase       | Rumunia           | 8,33  |       |
| 5.      | Anne Piquereau        | Francja           | 8,34  |       |
| 6.      | Chan Sau Ying         | Hongkong          | 8,42  | NR    |
| 7.      | Joyce Meléndez        | Portoryko         | 8,45  | NR    |

Bieg 2
| Miejsce | Zawodniczka         | Państwo    | Wynik | Uwagi |
| ------- | ------------------- | ---------- | ----- | ----- |
| 1.      | Julie Baumann       | Szwajcaria | 8,11  |       |
| 2.      | Patricia Girard     | Francja    | 8,15  |       |
| 3.      | Brigita Bukovec     | Słowenia   | 8,23  |       |
| 4.      | Caren Jung          | Niemcy     | 8,26  |       |
| 5.      | Caroline Delplancke | Belgia     | 8,29  |       |
| 6.      | Ana Barrenechea     | Hiszpania  | 8,38  |       |
| –       | Dionne Rose         | Jamajka    | DNF   |       |

Bieg 3
| Miejsce | Zawodniczka           | Państwo    | Wynik | Uwagi |
| ------- | --------------------- | ---------- | ----- | ----- |
| 1.      | Michelle Freeman      | Jamajka    | 8,04  |       |
| 2.      | Rita Schönenberger    | Szwajcaria | 8,23  |       |
| 3.      | Birgit Wolf           | Niemcy     | 8,24  |       |
| 4.      | Ołena Polityka        | Ukraina    | 8,35  |       |
| 5.      | Nicole Ramalalanirina | Madagaskar | 8,36  |       |
| 6.      | Lena Solli            | Norwegia   | 8,43  |       |
| 7.      | Angela Coon           | Kanada     | 8,46  |       |

Bieg 4
| Miejsce | Zawodniczka     | Państwo           | Wynik | Uwagi |
| ------- | --------------- | ----------------- | ----- | ----- |
| 1.      | Julija Graudyń  | Rosja             | 8,10  |       |
| 2.      | Jacqui Agyepong | Wielka Brytania   | 8,17  |       |
| 3.      | Aliuska López   | Kuba              | 8,18  |       |
| 4.      | Sylvia Dethier  | Belgia            | 8,22  |       |
| 5.      | Dawn Bowles     | Stany Zjednoczone | 8,23  |       |
| 6.      | Zhang Yu        | Chiny             | 8,26  | AR    |
| 7.      | Sonia Paquette  | Kanada            | 8,43  |       |

### Półfinały
Źródło: 
Bieg 1
| Miejsce | Zawodniczka           | Państwo           | Wynik | Uwagi |
| ------- | --------------------- | ----------------- | ----- | ----- |
| 1.      | Julie Baumann         | Szwajcaria        | 8,02  |       |
| 2.      | Julija Graudyń        | Rosja             | 8,02  |       |
| 3.      | Brigita Bukovec       | Słowenia          | 8,11  |       |
| 4.      | María José Mardomingo | Hiszpania         | 8,22  |       |
| 5.      | Dawn Bowles           | Stany Zjednoczone | 8,23  |       |
| 6.      | Zhang Yu              | Chiny             | 8,38  |       |
| 7.      | Jacqui Agyepong       | Wielka Brytania   | 8,67  |       |
| –       | Birgit Wolf           | Niemcy            | DNF   |       |

Bieg 2
| Miejsce | Zawodniczka        | Państwo           | Wynik | Uwagi |
| ------- | ------------------ | ----------------- | ----- | ----- |
| 1.      | Michelle Freeman   | Jamajka           | 7,99  |       |
| 2.      | LaVonna Martin     | Stany Zjednoczone | 8,00  |       |
| 3.      | Aliuska López      | Kuba              | 8,10  |       |
| 4.      | Patricia Girard    | Francja           | 8,15  |       |
| 5.      | Caren Jung         | Niemcy            | 8,27  |       |
| 6.      | Rita Schönenberger | Szwajcaria        | 8,32  |       |
| 7.      | Clova Court        | Wielka Brytania   | 8,65  |       |
| –       | Sylvia Dethier     | Belgia            | DNF   |       |

### Finał
Źródło: 
| Miejsce | Zawodniczka           | Państwo           | Wynik | Uwagi |
| ------- | --------------------- | ----------------- | ----- | ----- |
| 01 !    | Julie Baumann         | Szwajcaria        | 7,96  |       |
| 02 !    | LaVonna Martin        | Stany Zjednoczone | 7,99  |       |
| 03 !    | Patricia Girard       | Francja           | 8,01  |       |
| 4.      | Julija Graudyń        | Rosja             | 8,01  |       |
| 5.      | Aliuska López         | Kuba              | 8,11  |       |
| 6.      | María José Mardomingo | Hiszpania         | 8,18  |       |
| 7.      | Brigita Bukovec       | Słowenia          | 8,28  |       |
| –       | Michelle Freeman      | Jamajka           | DSQ   |       |